# Rita (película española de 2024)
Rita es una película española de drama de 2024, escrita y dirigida por la actriz Paz Vega en su ópera prima. Está protagonizada por Sofía Allepuz y Alejandro Escamilla. Se estrenó en el Festival Internacional de Cine de Locarno el 16 de agosto de 2024, y tuvó su estreno en cines españoles para el 25 de octubre de 2024, con distribución de Filmax.

## Trama
En la Sevilla de 1984, Rita (Sofía Allepuz) y Lolo (Alejandro Escamilla) son dos hermanos de 7 y 5 años que viven en el seno de una sencilla familia obrera. Con el inicio de las vacaciones de verano, el calor aprieta y Rita sueña con ir a la playa, pero la vida en el barrio le tiene reservadas otras sorpresas.

## Reparto
- Sofía Allepuz como Rita
- Alejandro Escamilla como Lolo
- Paz Vega como Mari
- Roberto Álamo como José Manuel
- Daniel Navarro como Nito
- Paz de Alarcón como Chari
- Amanda Santos como la tita Merche
- Margarita Asquerino como la abuela Carmen

## Producción
En 2020, la actriz Paz Vega anunció por primera vez que estaba preparando su debut en la dirección, Rita, junto a la productora Aralán Films. Tres años después, en mayo de 2023, se anunció que el rodaje de la película había comenzado en Sevilla, con Sofía Allepuz, Alejandro Escamilla, Roberto Álamo, Daniel Navarro, Paz de Alarcón, Amada Santos, Margarita Asquerino y la propia Vega como protagonistas. El rodaje de la película concluyó en julio de 2023. El presupuesto total de Rita es de 2 millones de euros, incluyendo un millón de euros procedente de las ayudas generales del ICAA.

## Lanzamiento y marketing
En junio de 2024, Filmax anunció que Rita estaba programada para estrenarse en cines españoles el 25 de octubre de 2024. En julio de 2024, se anunció que la película tendría su estreno mundial en el Festival Internacional de Cine de Locarno el 16 de agosto de 2024. En agosto de 2024, se anunció que la película tendría su estreno en España en la Seminci. En septiembre de 2024, Filmax lanzó el tráiler de la película.